# Aphanolejeunea fadenii
Aphanolejeunea fadenii là một loài Rêu trong họ Lejeuneaceae. Loài này được (Pocs) Pocs mô tả khoa học đầu tiên năm 1984.